# 小鹿田焼

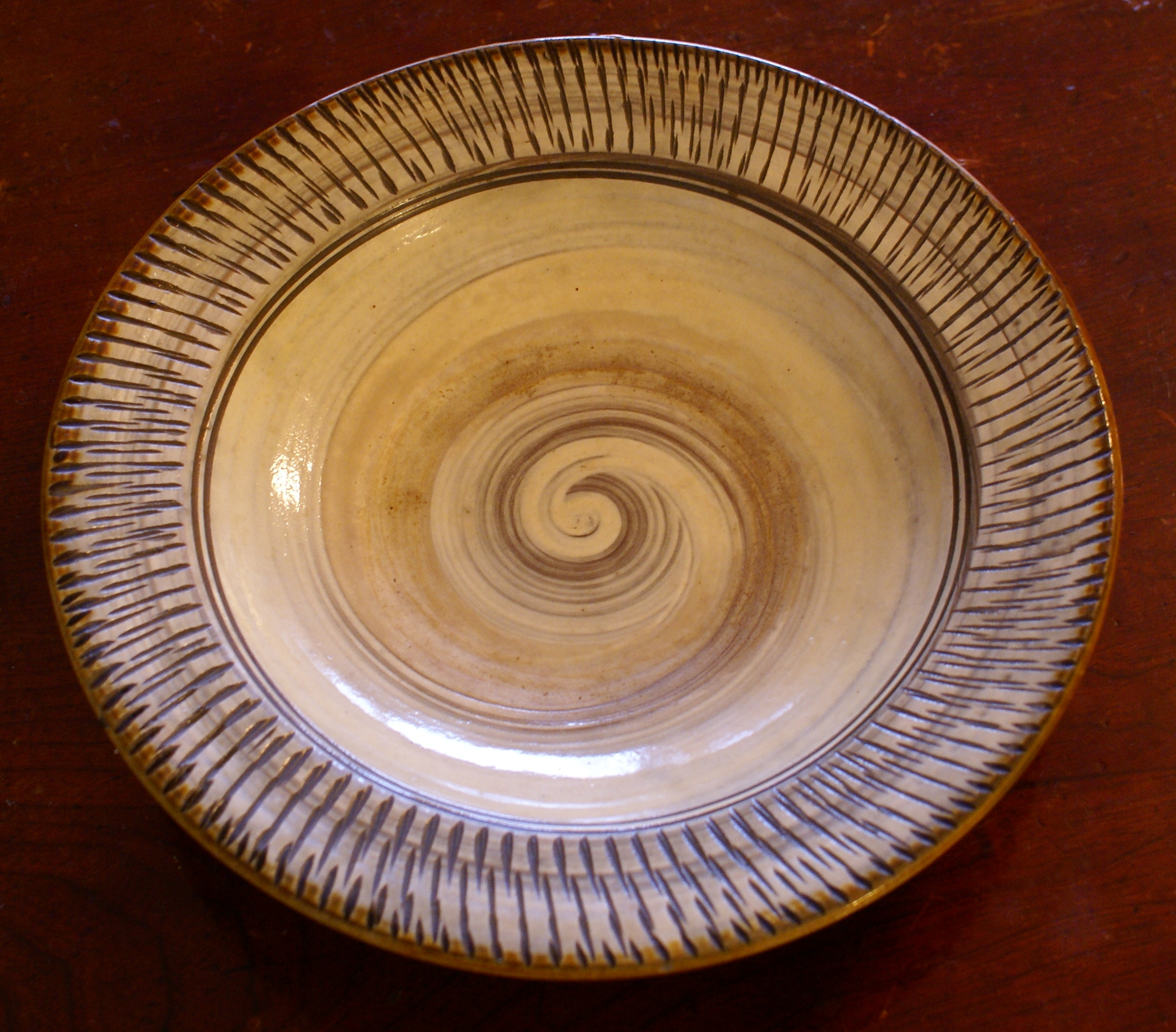
小鹿田焼の大皿。「飛びカンナ」と呼ばれる柔軟性のある金属製の薄いヘラで付ける削り文様が小鹿田焼の特徴の一つである。

小鹿田焼（おんたやき）は、大分県日田市の山あい、源栄町（もとえまち）皿山地区で焼かれる陶器である。江戸時代中期に始まり、現在も機械を使わず手作りが続けられている。小鹿田はこの集落の通称で、十数軒のうち、2024年時点で小鹿田焼の窯元が9軒ある。
その陶芸技法が1995年（平成7年）に国の重要無形文化財に指定され、2008年（平成20年）3月には地区全体（約14ヘクタール）が「小鹿田焼の里」の名称で、池ノ鶴地区の棚田とともに重要文化的景観として選定されている（「文化財」も参照）。地元には市立の小鹿田焼陶芸陶芸館がある。

## 概要
小鹿田焼は、江戸時代中期の1705年（宝永2年）若しくは1737年（元文2年）に、江戸幕府直轄領（天領）であった日田の代官により領内の生活雑器の需要を賄うために興されたもので、山を隔てた現在の小石原（現在の福岡県）から招かれた陶工の柳瀬三右衛門と、彼を招いた日田郡大鶴村の黒木十兵衛によって始められた。元は、享和年間に小石原焼の分流の窯として開かれていたものであるという。このため、小鹿田焼の技法は小石原焼の影響を強く受けている。
朝鮮系登り窯を用い、飛び鉋（カンナ）、刷毛目、櫛描きなどの道具を用いて刻んだり、化粧土をかぶせたりしてつける幾何学的紋様を特徴とする。飛び鉋は、宋時代の修式窯飛白文壺との類似が見られる。また、釉薬の使い方には打ち掛け、流し掛けなどといった技法が用いられ、原料によってセイジ（緑）、アメ（飴）、クロ（黒）が主である。
小鹿田では黄褐色の粘土が採れるが、陶土としては瀬戸焼（愛知県）など他の陶器産地に比べ扱いづらい。掘り出した後に10日乾燥させて木槌で砕き、「唐臼（からうす）」と呼ばれる臼で20〜30日搗く。こうしてできた土粒に水を加え、何度も濾して泥にして、それを水抜きや天日または窯の熱による乾燥で2カ月かけて仕上げる。焼くと火ぶくれや変形しやすく、鉄分が多いため黒っぽくなるが、刷毛目や指描き、櫛描きによって付けられる文様および釉薬との相乗効果で「用の美」（柳宗悦）が現れる。ししおどしのように受け皿に溜まった水が受け皿ごと落ちる反動によって陶土を挽いており、「ギィ」「ドン」といった音を立てる。このため「小鹿田皿山の唐臼」は1996年（平成8年）、「日本の音風景100選」の一つにも選ばれている。
各窯元は手作業の家族経営で、体力が必要な土練りや成型は男性が担い、女性は釉薬掛けや窯入れを担当することが多い。各窯元の技法は後継者のみに伝承する一子相伝で受け継がれてきた。唐臼の動力となる大浦川の水量、狭い山間部で窯を造れる用地、薪の確保、販路などのバランスで自然と生産規模が制約され、家族経営が続いてきた。
「日田もの」と呼ばれていたこの地の陶器を「小鹿田焼」と呼ぶよう薦めたのは、民藝運動を提唱した柳宗悦である。久留米（福岡県）の陶器店で見つけて惹かれ、1931年（昭和6年）にこの地を訪れ、『日田の皿山』『手仕事の日本』で評価し、世に知らしめた。民藝運動の賛同者で、日本の陶芸界に大きく名を残したイギリスの陶芸家バーナード・リーチも陶芸研究のため、1954年（昭和29年）、1964年（昭和39年）に滞在して作陶を行ったことにより、小石原焼と共に小鹿田焼は日本全国や海外にまで広く知られるようになった。
2011年（平成23年）7月22日に大分県で8例目の地域団体商標に登録されている。
2017年（平成29年）7月の豪雨により、44基ある唐臼の6割以上が稼働不能となり、原材料となる松も入手困難、陶土は前年の熊本地震による被害からの復旧工事が始まる直前にがけ崩れを起こして採掘不能、保存していた陶土の多くも流出するという壊滅的な被害となった。その後、2019年（令和元年）に窯元1軒が廃業して9軒になったが、唐臼などの生産設備や作陶活動は復旧し、2018年（平成30年）からは「小鹿田焼民陶祭」を再開している。2023年（令和5年）7月8日～9日にも豪雨で39基あった唐臼が流出や土砂流入といった被害を受け、民陶祭が中止された。2024年（令和6年）の民陶祭は、被災に先立つ新型コロナ禍による中断を含めて5年ぶりに開催された。
小鹿田焼の里の風景

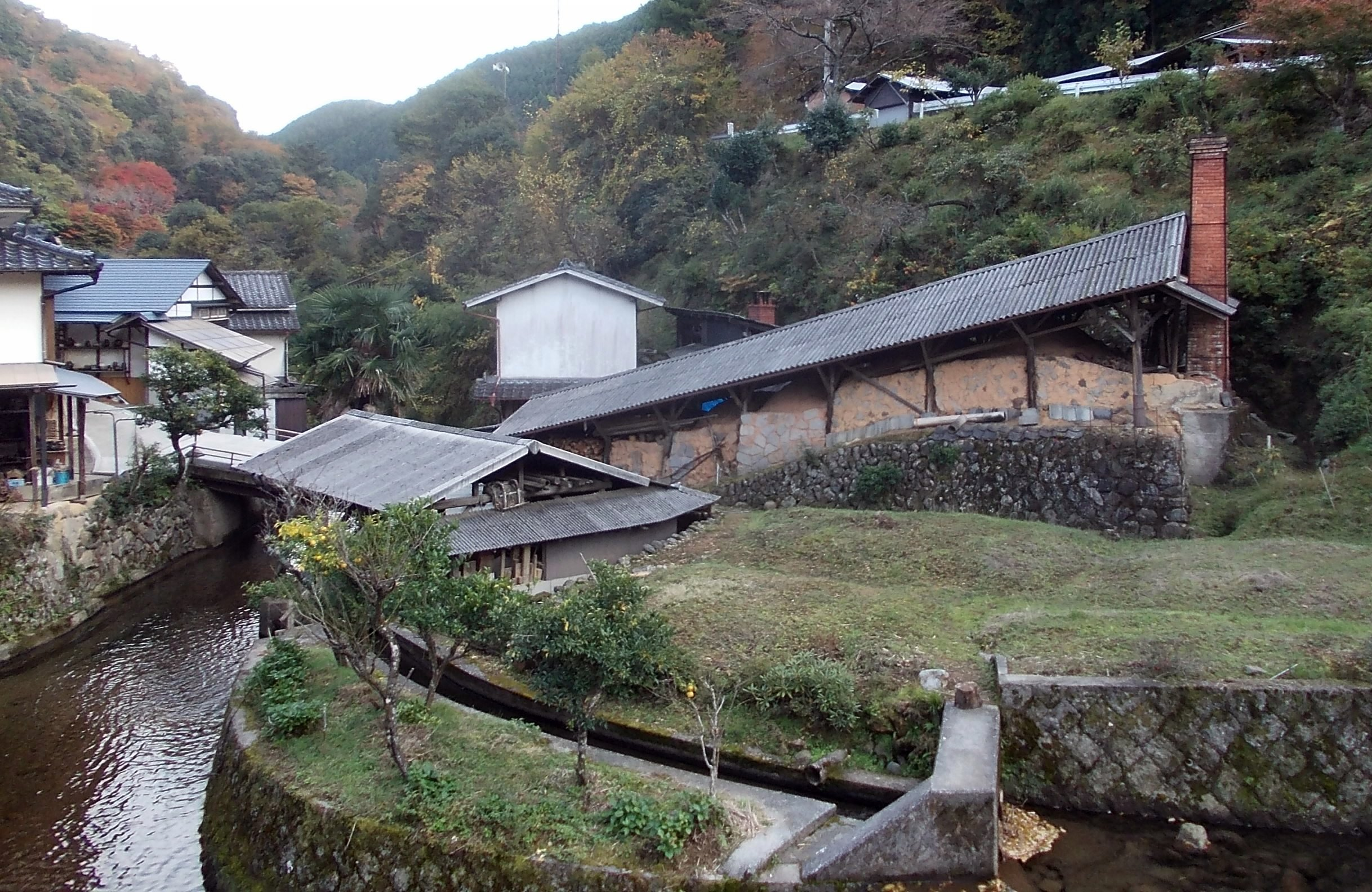
皿山の風景。横長の屋根は登り窯。
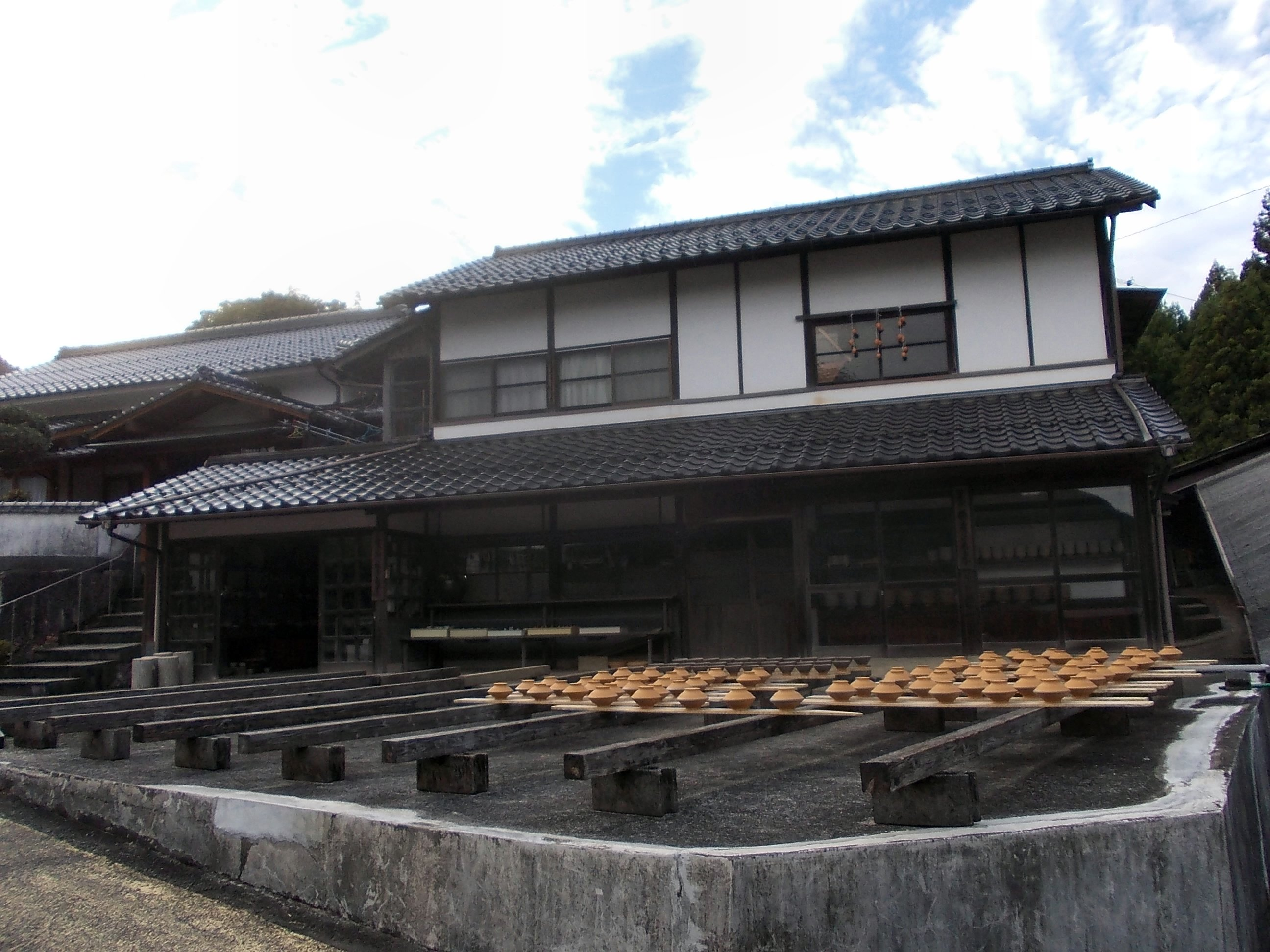
整形した作品を天日乾燥する。
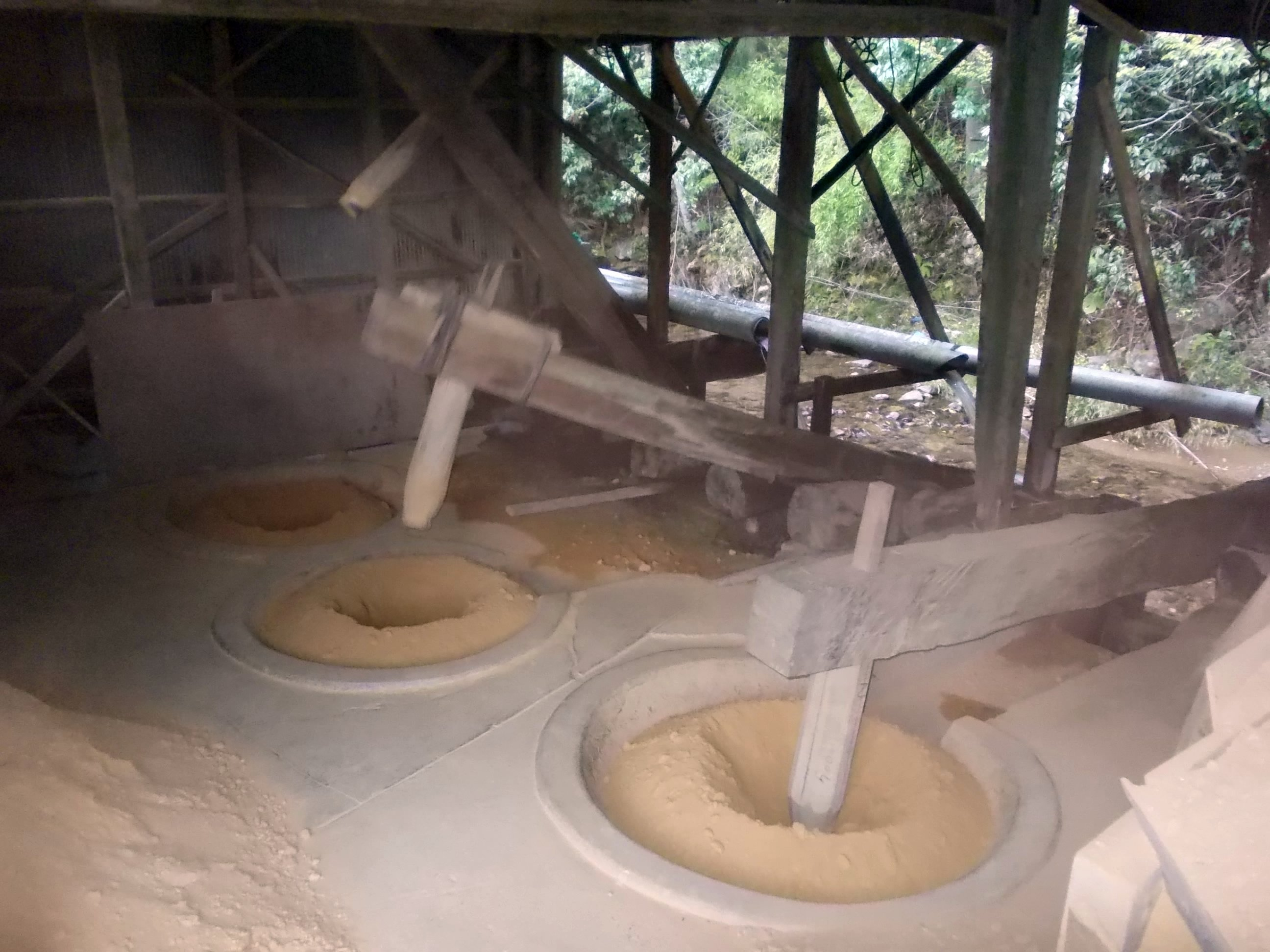
谷川の水力を利用して陶土を砕く唐臼
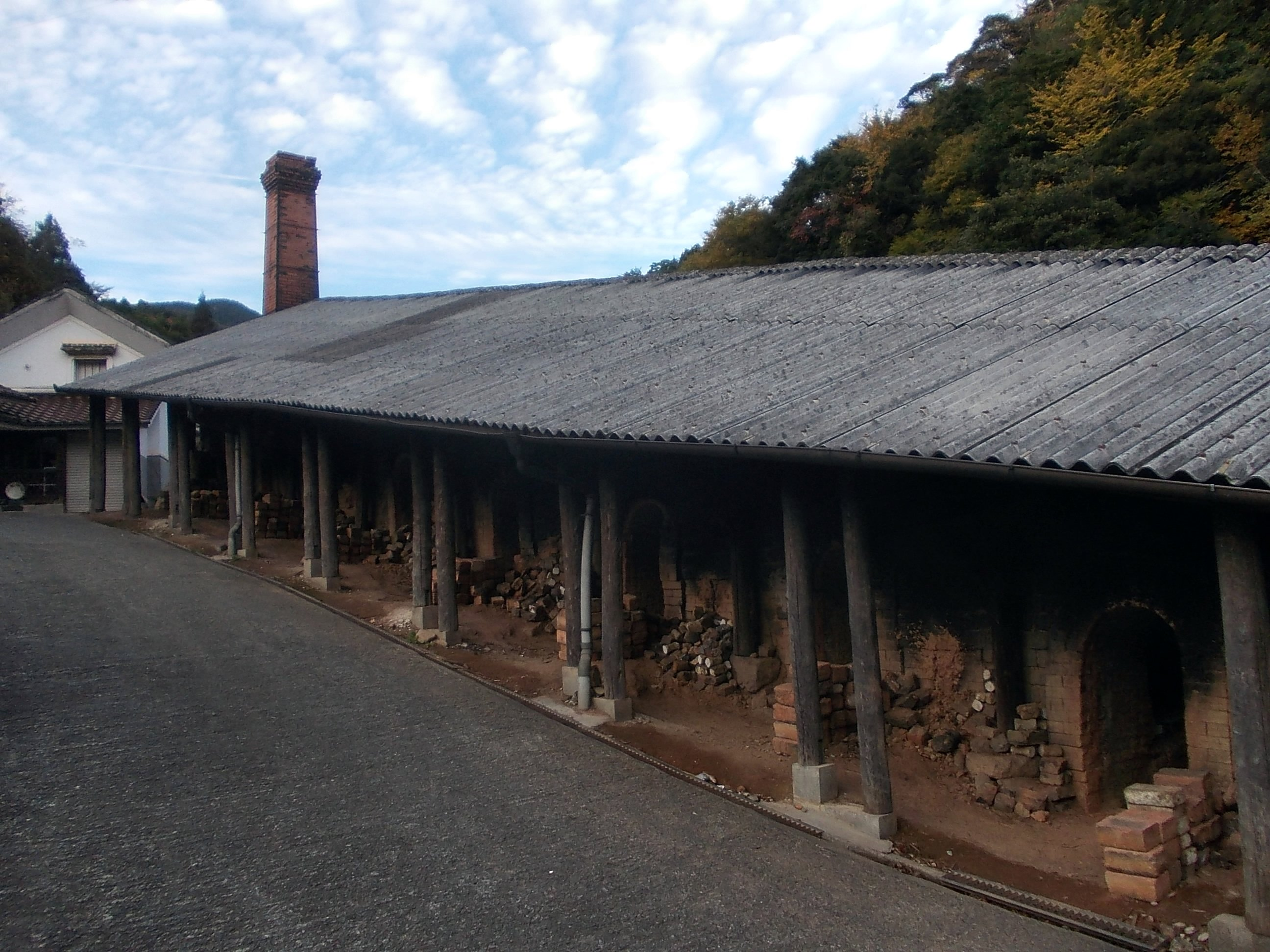
登り窯

## 窯元
窯元が10軒だった時期は、小石原村から招かれた陶工の子孫である柳瀬家が2軒、陶工招聘の資金を出した黒木家の子孫が3軒、土地を提供した坂本家の子孫が4軒、黒木家の分家である小袋家が1軒であった。集落の中心にある登り窯は近くの5軒が共同で使っている。

## 文化財
小鹿田焼の窯元は代々長子相続で技術を伝え、弟子を取らなかったため、小石原から伝わった伝統技法がよく保存されており、これが重要無形文化財に指定された大きな理由となった。現在9軒ある窯元は、全てが開窯時から続く柳瀬家、黒木家、坂本家の子孫にあたる。窯元は、共同で土採りを行ったり、作品に個人銘を入れることを慎んだりするなど、小鹿田焼の品質やイメージを守る取り組みを行っている。窯元によって構成される小鹿田焼技術保存会は重要無形文化財の保持団体に認定されている。
また、窯元がある皿山地区と棚田が広がる池ノ鶴地区が重要文化的景観として選定されている。